# Hera Venenosa
Hera Venenosa (Poison Ivy no original, e alter ego da Dra. Pamela Lillian Isley, PhD) é uma personagem da DC Comics, anti-heroína e vilã na revista do Batman. Criada por Robert Kanigher, sua primeira aparição foi em Batman #181 (junho de 1966). Hera Venenosa é uma das inimigas mais duradouras do Batman e pertence ao coletivo de adversários que compõem a galeria de vilões do Batman. Ela também é imune a qualquer tipo de toxina e consegue criar plantas em lugares sem sol e infértil.
Hera Venenosa é descrita como um dos mais notórias eco-terroristas do mundo. Ela é obcecada por plantas, botânica, ecologia e ambientalismo. Hera usa toxinas das plantas e feromônios controladores de mente para as suas atividades criminosas, que normalmente são destinadas a proteger espécies ameaçadas de extinção e ambiente natural. A sua companheira Arlequina se tornou uma recorrente parceira no crime. Ela tem provado ser um dos inimigos mais poderosos do Batman, porque é um dos poucos membros de sua galeria de vilões que aparentemente tem algum superpoder. A personagem foi retratada como um interesse amoroso para Batman em alguns quadrinhos. Em um comic, ela estava roubando uma gala de caridade que Bruce Wayne e Barry Allen participaram. Seu primeiro beijo foi o veneno, o segundo seu antídoto. Quando eles se encontram, o seus lábios tóxicos plantou uma semente de arrebatamento tóxico em Bruce. Mas quando ela beijou o cavaleiros das trevas morto, inconscientemente o curou e estabeleceu uma tensão romântica entre eles.
Robert Kanigher modelou Hera Venenosa inspirado em Bettie Page, dando-lhe o mesmo corte de cabelo e sotaque sulista. Em suas primeiras aparições em 1966, a sua origem não foi desenvolvida; ela era apenas uma mulher sedutora. Quando chegou pela primeira vez em Gotham City, seu traje era uma peça única, sem alças, biquíni verde, coberto com folhas. Os braceletes, colar e coroa que estavam presentes também foram deixados para trás. Ela usava saltos altos verdes e meias de nylon verde-amarela com folhas pintadas sobre eles. Este vestuário mudou um pouco quando ela reapareceu.
Hera Venenosa entrou em cena após a ascensão do feminismo, que salientou a necessidade de um maior número de vilãs mais independentes na série. Ela também foi usada para substituir a Mulher Gato, cada vez mais simpática, como uma nova supervilã feminina claramente antagonista de Batman. Depois Hera fez aparições nos romances gráficos do Batman e em Esquadrão Suicida. A sua segunda história de origem, retcon criado por Neil Gaiman no final de 1980, liga ela para o Monstro do Pantano e sua original Orquídea Negra, uma híbrida humano-planta.
A personagem foi interpretada por Uma Thurman em Batman & Robin, e foi dublado por Diane Pershing em Batman: The Animated Series. Uma versão significativamente juvenil foi dublada por Piera Coppola em The Batman, e uma encarnação completamente renovada foi dublado por Tasia Valenza em Batman: Arkham, franquia de jogos de vídeo. A lista da IGN dos "Top 100 Vilões dos Comics de Todos os Tempos" classificou Hera Venenosa em #64. Ela ficou em 21º na lista do Comics Buyer's Guide das "100 mulheres mais sexy em Quadrinhos".

## História de publicação

Cover de Batman #181 (Junho, 1966). Arte de Carmine Infantino e Murphy Anderson.

Seguindo a primeira aparição da personagem, Hera Venenosa continuou a aparecer em várias séries de quadrinhos do Batman e teve um papel importante no Esquadrão Suicida e a mini-série Orquídea Negra. Uma história de origem mais tarde foi recontada para ela.
A personagem foi inspirada em parte pelo conto "Rappaccini's Daughter", escrito por Nathaniel Hawthorne, a cerca de uma donzela que cuida de um jardim de plantas venenosas; ela se torna resistente aos venenos, mas no processo, ela mesma torna-se venenosa para os outros.
Robert Kanigher afirmou que ela foi originalmente modelada em Bettie Page. Artistas como Jim Lee desenhá-la em um maiô verde com uma meia verde claro.

## História da personagem

### Pré-crise
Dra. Lillian Rose, Ph.D., uma promissora botânica de Seattle, é seduzida por Marc LeGrande em auxilia-lo com o roubo de um artefato egípcio contendo ervas antigas. Temendo implicá-lo no roubo, ele tenta envenená-la com as ervas, que são mortais e indetectáveis. Ela sobrevive a tentativa de assassinato e descobre que ela adquiriu uma imunidade a todas as toxinas naturais e doenças.

### Pós-crise: vida em Seattle e Gotham
Na sequência dos acontecimentos da série da DC, Crise nas Infinitas Terras, que maciçamente recontou o universo da DC e a continuidade, as origens de Hera Venenosa foram revistas em Secret Origins nº 36, 1988, escrita por Neil Gaiman. Pamela Lillian Isley cresce rica com os pais emocionalmente distantes. Mais tarde, ela faz estudos avançados em bioquímica botânica em uma universidade com Alec Holland, instruída pelo Dr. Jason Woodrue. Isley, uma jovem tímida é facilmente seduzida por seu professor. Woodrue injeta Isley com venenos e toxinas como um experimento, causando a sua transformação. Ela quase morre duas vezes, como resultado dessas intoxicações, deixando-a louca. Mais tarde, Woodrue foge das autoridades deixando Isley no hospital por seis meses. Enfurecida com a traição, ela sofre violentas mudanças de humor, sendo doce em um momento e mal no outro. Quando seu namorado tem um acidente de carro depois de misteriosamente sofrendo um crescimento excessivo de fungos maciça, Isley abandona a escola e deixa Seattle, se estabelecendo em Gotham City.
Ela começa a sua carreira criminosa ameaçando liberar seus esporos sufocantes para o ar, a menos que a cidade atenda suas exigências. Batman, que aparece em Gotham nesse mesmo ano, frustra seu esquema, e ela está preso em Asilo Arkham. Deste ponto em diante, ela tem uma espécie de obsessão com o Batman, por ele ser a única pessoa que não podia controlar. Ao longo dos anos, ela desenvolve superpoderes semelhantes a plantas, sendo o mais notável uma toxina letal em seus lábios; ela é capaz de matar, literalmente, com um beijo.
Em edições posteriores, ela afirma que ela só começou uma vida de crime para obter fundos suficientes para encontrar um local para ficar a sós com suas plantas, não perturbada pela humanidade. Alguns anos mais tarde, ela tenta deixar Gotham para sempre, escapando de Arkham para viver em uma ilha deserta no Caribe. Ela transforma a terra árida em um segundo Éden, e é, pela primeira vez em sua vida, feliz. Logo é bombardeada, no entanto, quando uma empresa americana testa seus sistemas de armas na ilha que eles pensam ser abandonada. Hera retorna para Gotham com uma vingança, punir os responsáveis. Depois de a bom grado ser apreendida por Batman, ela resolve que nunca pode deixar Gotham, pelo menos não até que o mundo era seguro para as plantas. A partir de então, dedica-se à missão impossível de "purificação" de Gotham.
Em um ponto, Batman viaja para Seattle para conseguir informações sobre a vida de Pamela Isley antes de se tornar Hera Venenosa. Aqui, Batman afirma que ambos os pais de Pamela estão mortos. Quando e por que eles morreram foi deixado indeterminado.
Enquanto em Arkham, Hera Venenosa recebe uma mensagem, através de flores, que alguém iria  a ajudar em sua fuga. Naquela noite, duas mulheres, Holly e Eva, com sucesso libertam Hera e levam-na de volta ao seu empregador. Ela fica infeliz ao descobrir que ele é o Homem Florônico, anteriormente conhecido como Dr. Jason Woodrue, seu ex-professor universitário que conduziu os experimentos sobre ela. A única parte humana dele restante é a cabeça, enquanto o resto do seu corpo é à base de plantas.
Depois de fechar um acordo com ele nos túneis subterrâneos de Gotham, Hera recebe uma mala cheia de dinheiro em troca de amostras de seu DNA. Woodrue pretende combinar o seu DNA para criar uma "criança", ao mesmo tempo, inundando as ruas de Gotham com alta potência da maconha. O objetivo deste é criar uma corrida na economia mundial por cânhamo e ter a sua prole controlando. Batman intervém, mas é superado pelas capangas de Woodrue, Holly e Eva. No entanto, Hera vira-se contra o Homem Florônico e deixa Batman ir para lutar contra o maníaco intoxicado. No final, Batman decapita o Homem Florônico, e Hera escapa com o dinheiro dela.
Às vezes, Hera demonstra traços positivos e maternos. Quando Gotham City é destruída em um terremoto, ao invés de lutar contra o território como a maioria dos inimigos de Batman, ela detém o domínio do Robinson Park e o transforma em um paraíso tropical.
Dezesseis crianças órfãs durante o terremoto sobreviveram com ela porque ela se identificou com eles depois de ter sofrido uma infância traumática. Ela se preocupa com eles como filhos e filhas, apesar de sua misantropia habitual.
Naquele inverno, Cara-de-Barro (Basil Karlo) paga uma visita a Hera, na esperança de formar um negócio com ela. Isso implicaria suas frutas e legumes em crescimento, tendo os órfãos a colhê-las, e ele vende o produto para o maior lance. Ela não quer ter nada a ver com o plano, e ela tenta matá-lo com um beijo. Casa-de-Barro domina e aprisiona Hera e os órfãos de seis meses em uma câmara no lago do parque. Ele alimenta seu sal e a mantém no sol para a enfraquecer. Eventualmente, Batman vem e descobre os órfãos e Hera presos. As duas concordam em trabalhar juntos para derrotar Karlo. Batman luta contra Cara-de-Barro e instrui Robin para explodir o leito do lago acima, permitindo que a água correndo para quebrar a lama, efetivamente libertando Hera. Ela luta com Karlo, o enrolando nos ramos de uma árvore e fatalmente beijando-o. Ela então começa a afunda-lo para baixo no chão, onde ele se torna adubo para plantas de Hera. Batman, originalmente com a intenção de tirar os órfãos de Hera, reconhece que ficar com ela é o que é melhor para eles, e eles permanecem em seus cuidados até que a cidade é restaurada. Além disso, como parte de um acordo para manter sua liberdade, Batman fala para Hera forneçe produtos frescos para as hordas de famintos de sobreviventes do terremoto. Logo depois, Hera encontra Harley Quinn, que quase tinha sido assassinada pelo Coringa, entre os escombros do terremoto e cuida dela até melhorar. As duas têm sido melhores amigas e parceiras no crime desde então.
Depois que Gotham City é reaberta ao público, a prefeitura quer expulsá-la do parque e enviá-la de volta para o Asilo Arkham, como eles se sentem desconfortáveis com a ideia de uma "eco-terrorista psicótica controlando o equivalente a 30 quarteirões." Eles também acreditam erroneamente que os órfãos sob os cuidados de Hera são reféns. O Departamento de Polícia de Gotham City ameaça pulverizar o parque com R.C. Sessenta, um herbicida poderoso que certamente teria matado todas as plantas que vivem no parque, incluindo Hera, e mais do que provável fazer mal às crianças. Hera se recusa a deixar o parque para a cidade e deixá-los destruir o paraíso que ela havia criado, então ela escolhe o martírio. É só depois de Rose, uma das órfãs, é acidentalmente envenenada por Hera que a endurecida eco-terrorista se entrega às autoridades a fim de salvar a vida da menina. Batman diz que, tanto quanto ele iria odiar admitir isso, Hera ainda é mais humana do que planta.
Mais tarde, ela e outros personagens de Gotham são manipulados pelo Charada e Silêncio. Sua tarefa é hipnotizar tanto Superman e Mulher-Gato, usando Mulher-Gato para roubar dinheiro do resgate de Crocodilo, o plano original é interrompido por Batman, enquanto Superman serve como um "guarda-costas" quando ele se esconde em Metropolis. No entanto, abandona Mulher-Gato para ser morta por Crocodilo e Batman é capaz de manter Superman ocupado em uma luta (ajudado pelo anel de kryptonita que lhe foi dado há muito tempo), tempo suficiente para o Homem de Aço romper o feitiço. Logo depois, o Charada, que está sendo perseguido é atacado por Silêncio, aborda Hera e procura a sua proteção. Hera que está irritada com a manipulação, luta com Charada fisicamente e psicologicamente. Ela passa a dominar fisicamente o seu adversário, humilhando Charada e temporariamente quebrando seu espírito.
Hera Venenosa chega a acreditar que seus poderes estão matando os filhos que ela tinha cuidado, então ela procura a ajuda de Bruce Wayne para reverter seus poderes e torná-la um ser humano normal mais uma vez. Logo depois, ela é convencida por Silêncio para tomar um soro que vai restaurar seus poderes e aparentemente morre no processo. No entanto, quando seu túmulo é visitado pouco tempo depois, ele é coberto com hera, criando a impressão de sua morte seria de curta duração.
Pouco tempo depois, Hera Venenosa aparece brevemente em Robinson Park, matando dois policiais corruptos que mataram um de seus órfãos (embora se isto ocorreu antes ou depois da história acima é desconhecido).
"Um Ano Depois", Hera está viva e ativa. Seu controle sobre a flora tem aumentado, referido como sendo a par com o Monstro do Pântano ou Homem Florônico. Ela também parece ter retomado sua cruzada contra os inimigos corporativos do ambiente com um novo fanatismo, e não à ver Batman como o adversário principal, mas como um "obstáculo". Depois de chegar após uma ausência de um ano de duração, Batman descobre que Hera tem alimentado pes incluindo "amantes cansativos", "capangas incompetentes", e aqueles que "devolveu o sorriso" para uma planta gigante que digerir as vítimas lenta e dolorosamente. Ela refere-se a esses assassinatos como um "prazer culpado". Em um evento sem precedentes, as almas de suas vítimas fundem-se com a planta, criando um monstro botânico chamado de colheita, que busca vingança sobre Hera. Com a intervenção de Batman no entanto, ela é salva. Hera Venenosa é deixada em estado crítico, e o paradeiro de Colheita é desconhecido.
Em Countdown  # 37, Flautista e Trapaceiro estão se escondendo em uma casa de vegetação, pegando frutas e legumes das plantas. Eles encontram Hera, que está falando com as plantas (presumivelmente dizendo que Flautista e Trapaceiro irão prejudicá-las), e elas os atacam, amarrando-os nas videiras com a intenção de matá-los. É então, mostrado que ela se juntou a Liga da Injustiça Ilimitada e é um dos vilões apresentados em Salvation Run.
No enredo de "Battle for the Cowl", ela é coagida por um novo Máscara Negra para se juntar ao seu grupo de vilões que pretende assumir Gotham. Ela e Crocodilo tentam sem sucesso matar Damian Wayne.
Pouco depois, ela escapa do controle de Máscara Negra e forma uma aliança com Mulher-Gato e Harley Quinn, levando para a série Gotham City Sirens (Sereias de Gotham).
Durante o estratagema do Silêncio para ferir Batman através de seus entes queridos, Silêncio sequestra Mulher-Gato e remove cirurgicamente seu coração. Depois de ser salva por Batman, ela é operada por alguns dos cirurgiões mais talentosos do mundo, incluindo o Doutor Meia-Noite e Senhor Incrível. Zatanna também dá-lhe um antídoto mágico para ajudar a curar suas feridas. A fim de se vingar de Silêncio, Selina pede a ajuda de Hera Venenosa, Harley Quinn, Oráculo, Holly Robinson e Slam Bradley para rastrear todas as contas do Silêncio e furtar-lo e deixá-lo sem um tostão. Selina paga Holly, Harley e Ivy mais de US $ 30 milhões cada um, na esperança de que elas iriam usar os fundos para deixar Gotham e começar uma vida nova. No entanto, Harley usa seu dinheiro para ir às compras, enquanto Hera dá o dinheiro para organizações em Madagascar e Costa Rica para o reflorestamento.

Gotham City Sirens #14, setembro de 2010.

Após resgatar Mulher-Gato de Boneblaster, um novo vilão tentando fazer seu nome, Hera Venenosa leva Mulher-Gato de volta para a moradia do Charada. Quando lá, Mulher-Gato vê que Hera tem mantido Charada sob o controle da mente para que ela e Harley poderia usar sua moradia como esconderijo. Aqui, Mulher-Gato decide que com Gotham City mais perigosa do que nunca, com todas as guerras de gangues e um novo Batman, uma parceria com as outras duas mulheres seria vantajoso. No entanto, Hera teme que Mulher-Gato perdeu sua borda e destreza, e consulta com Zatanna sobre a natureza dos ferimentos dela. Zatanna responde que Mulher-Gato tem feridas psicológicas que precisam de cura. Hera resolve que ela e Harley proporcionarão a Mulher-Gato com "reforço feminino positivo". As três então concordam em se tornar uma equipe. No entanto, Harley e Hera tem uma condição: elas exigem que Mulher-Gato revelar-lhes a verdadeira identidade de Batman.
Eventualmente, Hera e as outras Sereias emboscam o Charada em seu escritório (com Hera usando suas plantas para treliçar e o amordaçar seu secretário), dizendo-lhe que elas têm o enquadrado pelo assassinato de uma jovem enfermeira. Ele concorda em ajudar a limpar seus nomes, e durante a discussão, Hera revela que ela tomou recentemente um emprego na divisão de Gotham de S.T.A.R. Labs sob um nome falso (Dr. Paula Irving). Ela acaba sendo sequestrada e colocada em uma unidade de contenção especializada por uma pesquisadora chamada Alisa Adams, mas escapa e prendeu sua captora com videiras. Hera inicialmente informa Adams que ela planeja matá-la, mas decide deixá-la viver depois de ver uma fotografia da jovem filha de Alisa. Hera, em seguida, ameaça Alisa em manter a boca fechada sobre a sua verdadeira identidade, dizendo que ela vai controlar sua mente e matá-la se ela revela seu segredo a alguém.
Quando Harley Quinn trai suas amigas e sofre um colapso emocional em Arkham com o objetivo de matar o Coringa, no final ela escolhe liberar ele da sua cela, e juntos os dois orquestrar uma violenta tomada da instalação. Hera Venenosa chega e tenta convencer Harley Quinn que o Coringa é mau, mas Harley Quinn se recusa a acreditar nela e bate em Hera que á deixa inconsciente. Depois de serem derrotados por Mulher-Gato e Batman, Mulher-Gato, então, diz a Hera Venenosa que não são mais amigas, depois de Hera ter drogado Mulher-Gato em uma tentativa de descobrir a identidade de Batman. Hera Venenosa é presa no Asilo Arkham. Hera logo escapa e prende Harley em sua cela, amarrando e engasgando sua ex-amiga antes que ela possa se defender.  Hera tenta matar Harley por sua traição, mas acaba desistindo depois de perceber que ela ainda é sua amiga. Juntas, as duas partem para encontrar Mulher-Gato e fazê-la pagar por deixá-las para trás. As duas encontram Mulher-Gato e lutam contra ela nas ruas. Enquanto luta, Mulher-Gato confessa que ela viu bem em ambos e só queria ajudá-las. Quando ela diz que ela só manteve o controle sobre elas, porque Batman queria mantê-los sob controle, Hera  ataca a cidade usando videiras gigantes para destruir os edifícios, xingando Batman por manipulá-la. Batman está prestes a prendê-las, mas Mulher-Gato as deixa escapar.

### Os Novos 52
No Os Novos 52 (uma reinicialização do universo da DC Comics), Hera Venenosa é recrutada para um grupo secreto conhecido como as Aves de Rapina. Embora ela é especificamente escolhida a dedo pelo líder da equipe, Canário Negro, os outros membros do grupo de protestam contra a inclusão de Hera, citando seu passado e conexões para vários assassinatos violentos. Estas suspeitas se provaram corretas quando Hera envenena a equipe e os força a atacar empresas corruptas que ela quer destruir até Katana aparentemente mata-la.
Hera sobrevive as lesões e retorna para Gotham, rompendo Cara-de-Barro / Basil Karlo, a fim de manipulá-lo para se tornar seu marido. Batman intervém para ajudá-la, principalmente porque os locais que atacaram eram propriedades do Pinguim. Hera Venenosa acaba capturada pelos homens de Pinguim. Ela é enterrada viva por eles, mas sobrevive tempo suficiente para ser resgatada por o braço direito do Pinguim, o Imperador Pinguim que tomou as empresas de seu patrão após o regresso do Coringa. Ele propõe uma aliança com ela. No entanto, Karlo, que Batman tinha libertado do controle de Hera, rastreia e á ataca.

## Relacionamentos e equipes
- Hera Venenosa se junta a gangue de Duas-Caras por um curto período de tempo durante o Batman: Dark Victory, quando ela assassina a chefã do crime, Lucia Viti, por ordem de Duas-Caras. Ela é nomeadamente o único membro da quadrilha a ser perturbada pelo homicídio casual de Duas-Caras do membro da gangue, Solomon Grundy, uma entidade baseada em vegetais. A turma é dividida após a morte aparente do Duas-Caras nas mãos do Coringa.
- Hera é uma membro da Gangue da Injustiça original, que combate a Liga da Justiça em várias ocasiões.[37]
- Ela se junta a Sociedade Secreta dos Super Vilões para uma missão contra a Liga da Justiça.[38] Mais tarde, ela se junta a Alexander Luthor, em sua encarnação da Sociedade.[39]
- Sua melhor amiga foi a companheira do Coringa, Harley Quinn, antes de virarem um casal. Ao contrário da maioria das equipes de vilões, sua parceria foi baseada em uma verdadeira amizade, e Hera sinceramente queria salvar Harley de sua relação abusiva com o Coringa. Assim, Hera Venenosa despreza o Coringa, e os dois brigam em cada oportunidade. No enredo final da série Gotham City Sirens, Harley sugere que Hera está apaixonada por ela, uma acusação que atordoa-la.[29] Depois, Hera reconhece que ela pode realmente amar Harley, mas não fica claro se ela está romanticamente interessada em Harley, ou se ela apenas á ama como uma irmã.[30] Em junho de 2015, os escritores da série Harley Quinn, Jimmy Palmiotti e Amanda Conner, confirmaram que ela está em um relacionamento romântico não-monogâmico com Harley.[40] A personagem foi revelada como sendo bissexual.
- A parceria entre a Harley e Hera têm também, por vezes incluído a Mulher-Gato, como na websérie e quadrinhos de Gotham Girls. No Universo principal da DC, as três formaram uma aliança na série Gotham City Sirens.[25]

## Em outras mídias

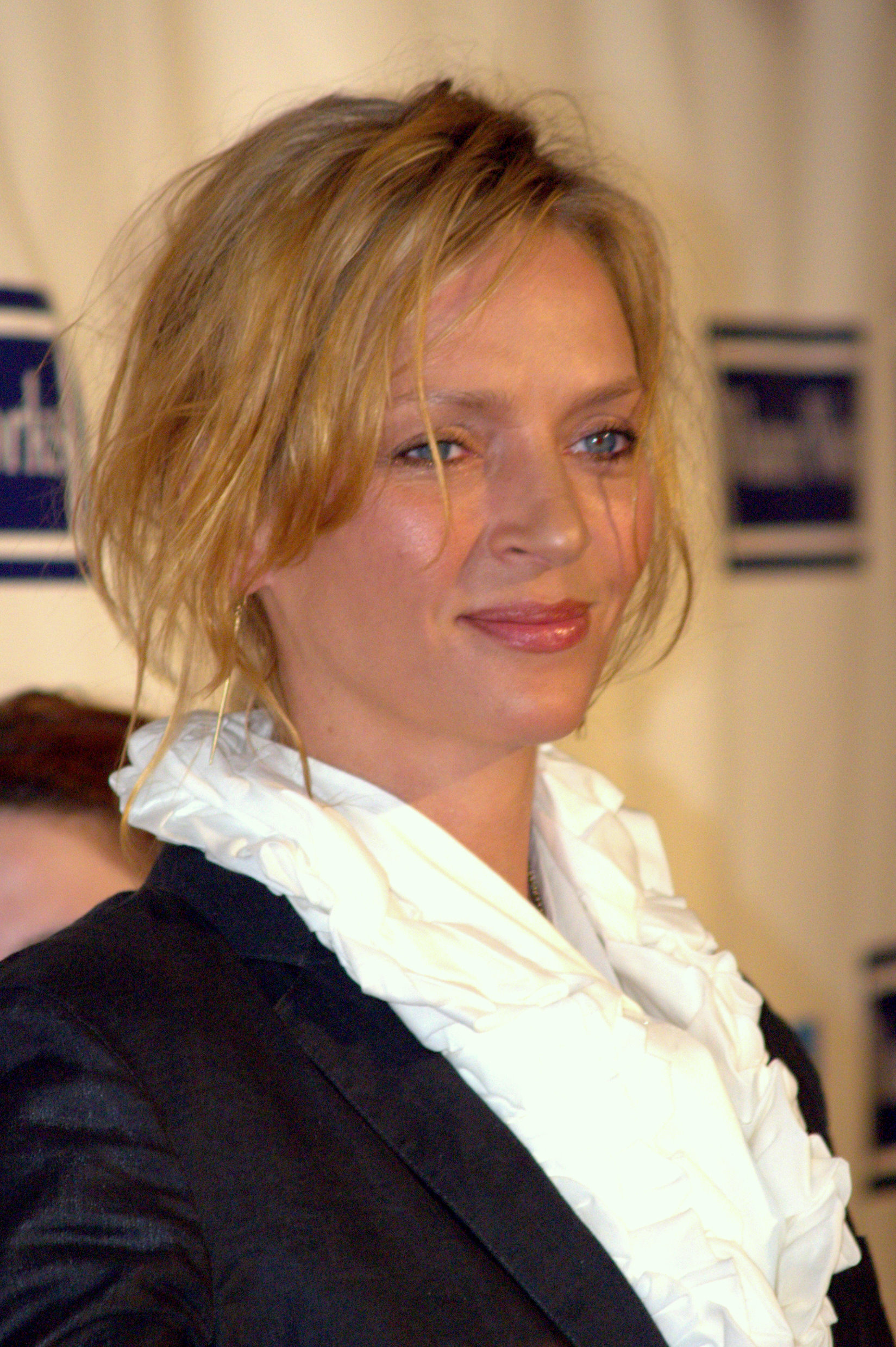
Uma Thurman

### Animação
A sua primeira aparição foi no 5.º episódio da primeira temporada de "Batman The Animated Series".
Hera Venenosa fez uma aparição na série americana Young Justice no episódio "Revelations" (1ª temporada, episódio 14), com voz de Miriam Ficher. Ela é colocada como um membro da Liga da Injustiça.
Ela aparece na terceira temporada de The Batman.
O episódio "Terry's Friend Dates a Robot" de Batman do Futuro faz referência a Hera Venenosa na personagem Cynthia.
Ela aparece em Batman: Assalt on Arkham tendo Bane como cúmplice.
Também aparece em Batman: The Brave and the Bold, no episódio "Chill of the Night!", onde Hera Venenosa está entre outros vilões (todos com visual retrô que recordava a série de TV da década de 1960 e a Era de Prata dos Quadrinhos) em um leilão de uma arma supersônica realizada pelo traficante de armas Joe Chill.

### Cinema
Uma Thurman deu a vida a Hera Venenosa no filme Batman & Robin de 1997. Como nos quadrinhos, Hera foi muito sensual e maldosa.

### Televisão
Hera Venenosa aparece na série Gotham com o alter ego de Ivy Pepper, sendo interpretada pela atriz Clare Foley nas duas primeiras temporadas, sendo substituida pela atriz Maggie Geha.
Games
Poison Ivy apareceu na maioria dos videogames da Batman ao longo dos anos. Na maioria desses jogos, ela não lança Batman diretamente e geralmente assiste no fundo, enquanto Batman luta contra um dos monstros da planta. Ela apareceu como chefe em:
- Batman: The Animated Series for the Game Boy
- As Aventuras de Batman & Robin para o Super NES, ela é um Boss.
- The Adventures of Batman and Robin para o CD da Sega, ela é um Boss.
- Batman: Chaos in Gotham, ela é um Boss.
- Batman and Robin, the video game adaptation of the movie, ela é um Boss.
- Batman Vengeance, ela é um Boss.
- Batman: Dark Tomorrow, ela é um Boss.
- Batman: Rise of Sin Tzu, Ela aparece como uma alucinação.
- Batman: Gotham City Racer, Possui um carro jogável.
- DC Universe Online
- Infinite Crisis, aparece como uma personagem jogável.
- Lego Batman: The Videogame, ela é um boss e um personagem jogável.
- Lego Batman 2: DC Super Heroes, aparece como uma personagem jogável.
- Lego Batman 3: Beyond Gotham, aparece como uma personagem jogável.
- Lego Dimensions, ela é um Boss.
- Batman: Arkham Aslyum, ela é um Boss.
- Batman: Arkham City, aparece durante a campanha da Mulher-Gato.
- Batman: Arkham City Lockdown
- Batman: Arkham Origins, ela está insinuada quando o jogador localiza uma loja de plantas de sua propriedade. Assume-se que ela ainda não se submeteu à sua transformação de Hera Venenosa durante o período de tempo deste jogo.
- Batman: Arkham Knight, possui um papel crucial na história desse jogo.
- Injustice 2, aparece como uma personagem jogável.